# 枝狀菱蛛蟹
枝狀菱蛛蟹（學名：Lambrachaeus ramifer）是菱蟹科菱蛛蟹屬（Lambrachaeus）旗下唯一的一個物種。

## 分類
枝狀菱蛛蟹是菱蛛蟹屬唯一的物種。有分類把菱蛛蟹屬獨立出來成為自己的亞科；但其他分類（例如：WoRMS）仍然把本屬歸於菱蟹亞科之內。